# Pirig-me
Pirig-me (sum. piriĝ.mè) – słabo znany władca sumeryjskiego miasta-państwa Lagasz, syn Ur-Ningirsu I. Znany jest jedynie z jednej inskrypcji i jednej „nazwy rocznej”. Ta pierwsza upamiętnia wzniesienie przez niego tamy na kanale Ursag-ani.